# Couvent des capucins de Königstein
Le couvent des capucins de Königstein est un ancien couvent de frères mineurs capucins à Königstein im Taunus.

## Histoire
Du 3 février 1465 au 5 août 1540, il y avait déjà un monastère à Königstein, l'abbaye des Frères de la vie commune de Königstein (de). Elle disparaît après l'introduction de la Réforme protestante à Königstein par le comte Louis de Stolberg (de). En 1581, Königstein fait partie de l'Électorat de Mayence, état catholique. De 1603 à 1605, Königstein redevient catholique pendant la Contre-Réforme. La fondation d'un nouveau monastère est hors de question pendant la guerre de Trente Ans ; ce n'est qu'après qu'il est à nouveau possible de construire un monastère à Königstein.
En 1646, les capucins s'installent à Königstein à la demande de Johann Dietrich von Rosenbach (de), atmmann de Königstein. Au début, l'ancien Kugelherrenhaus (sur le site de l'actuelle Woogtalstrasse 1) est utilisé. Plus tard, ils emménagent dans la "Burghäuslein" au bout de la Kugeherrenstrasse. Cependant, les deux maisons sont vieilles et petites et impropres à un monastère. En 1681, l'archevêque de Mayence, Anselm Franz von Ingelheim, accorde l'autorisation de construire un nouveau monastère sur le terrain du "Stechgarten" (le site du tournoi) à l'extérieur de la ville. Le 11 septembre 1681, les moines prennent symboliquement possession de la place et commencent les travaux de construction en 1682. Les pierres du Kugelherrenhaus servent comme matériau de construction. La construction est achevée le3 septembre 1685 et l'église du couvent est consacrée.
Une quinzaine de frères vivent dans le couvent. Ils assument également le rôle d'aumôniers militaires de la forteresse de Königstein et s'occupent des paroisses des petits villages du Taunus. Les « Sentiers des Capucins » entre Königstein, Mammolshain et Falkenstein, qui rappellent les sentiers parcourus par les frères à l'époque, existent toujours aujourd'hui. Entre 1675 et 1678, le père Martin von Cochem (de) vit au couvent de Königstein et s'occupe également des soldats de la forteresse. En 1677, il publie son ouvrage Leben Christi à Königstein.
Le siège de Königstein lors de la guerre de la première coalition cause des dommages importants aux bâtiments du couvent en 1792. Le Recès de la Diète d'Empire de 1803 dissout l'Électorat de Mayence, Königstein passe au duché de Nassau. Un édit du 17 février 1813 de Frédéric-Auguste de Nassau-Usingen dissout le monastère. Sept religieux prêtres et deux frères doivent partir. Le dernier vicaire P. Wieger reste aumônier à Königstein. Les bâtiments deviennent une partie du domaine ducal. L'administration du domaine vend la propriété aux enchères et lève 4 695 florins.
Le bâtiment du monastère va à l'hôtelier Gottfried Pfaff. Il convertit le bâtiment en l'auberge Zum Löwen. À partir de 1860, l'auberge est exploitée sous le nom d'Hôtel du Lion et plus tard sous le nom d'Hôtel Pfaff. L'hôtel est considéré comme le premier de la ville. En 1906, l'arrière-petit-fils de Gottfried Pfaff, Joseph Pfaff, vend l'établissement à Johann Lemke, qui continue à gérer l'hôtel en tant qu'Hôtel de Parc. Après la Première Guerre mondiale, l'hôtel est confisqué par les forces d'occupation françaises le 14 septembre 1918 et utilisé par l'armée sous le nom de Quartier Sidi Brahim (d'après la bataille de Sidi-Brahim). Le 6 juin 1919, la ville de Königstein acquiert le bâtiment pour 227 000 marks lors d'une vente aux enchères de forclusion. Après que les Français ont dégagé le bâtiment en 1924, la fondation du bâtiment est tellement endommagée qu'il semble peu rentable de continuer à l'utiliser. Le 23 février 1927, le conseil municipal approuve la démolition, effectuée au printemps 1928. Depuis, le site sert de parking. Dans les années 1930, il y a aussi une station-service sur le site. Les quelques vestiges restants du mur du couvent sont sous la protection des monuments.

## Source de la traduction
- (de) Cet article est partiellement ou en totalité issu de l’article de Wikipédia en allemand intitulé « Kapuzinerkloster Königstein » (voir la liste des auteurs).